# ライナー・フォン・ザクセン＝コーブルク・ウント・ゴータ
ライナー・フォン・ザクセン＝コーブルク・ウント・ゴータ（Rainer Prinz von Sachsen-Coburg und Gotha, 1900年5月4日 - 1945年3月25日?）は、オーストリアの軍人。ザクセン＝コーブルク公爵家のカトリック系分家コハーリ侯爵家の公子。

## 生涯

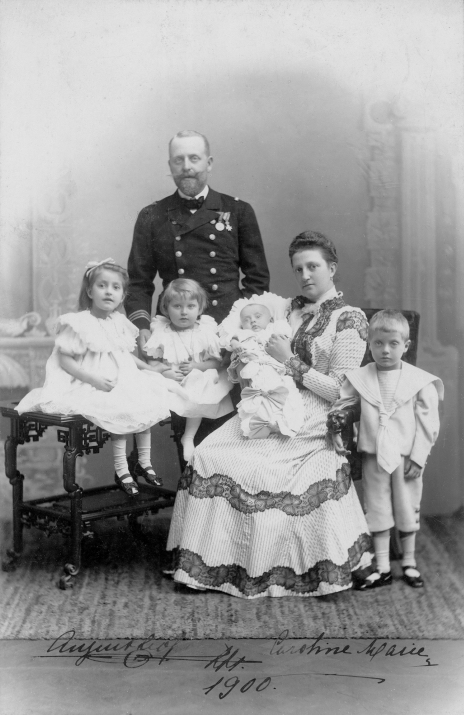
両親と3人の兄姉に囲まれた誕生間もないライナー、1900年

ザクセン＝コーブルク＝ゴータ公子アウグスト・レオポルトとその妻のハプスブルク＝トスカーナ家のオーストリア大公女カロリーネの間の第4子、次男としてオーストリア＝ハンガリー帝国のプーラ（現在のクロアチア）で生まれた。正式な洗礼名はライナー・マリア・ヨーゼフ・フローリアン・イグナティウス・ミヒャエル・ガブリエル・ラファエル・ゴンツァーガ（Rainer Maria Joseph Florian Ignatius Michael Gabriel Raphael Gonzaga）である。
1916年以降、父とともにハンガリーで最も裕福な地主貴族の1つコハーリ侯家の家督を継ぐことが予定されていた。ところがオーストリア＝ハンガリー帝国崩壊後の1921年に死去した大伯父のコハーリ侯フィリップは、遺言でライナーの1歳年下の弟フィリップ・ヨシアスを長子相続財産の相続者と定めたため、ライナーは家督を継ぐことができなかった。
1930年9月20日、国民社会主義ドイツ労働者党（ナチ党）・シュタイアーマルク州支部で入党手続きを行い、同党の30万354番目の党員となった。弟エルンスト（1907年 - 1978年）、妹レオポルディーネ（1905年 - 1978年）も同党に入党している。
1945年3月25日以降、ブダペスト郊外ジェムレーで戦死したと推定されている。1961年5月19日にミュンヘン簡易裁判所の出した法的死亡宣告によれば、死亡日は1945年12月31日である。

## 子孫
1930年12月15日にミュンヘンで、ヨハンナ・カーロイ・デ・カーロイ＝パティ（1906年 - 1992年）と結婚し1935年に離婚。1940年2月13日にブダペストで、エーディト・デ・コージョル（1913年 - 1997年）と再婚した。最初の妻との間に息子が1人ある。
- ヨハネス・ハインリヒ・フリードリヒ・ヴェルナー・コンラート・ライナー・マリア（1931年 - 2010年） - 1957年男爵令嬢マリー・ガブリエーレ・フォン・フュルステンベルクと結婚（1968年離婚）し一女をもうける。1968年ザクセン王女マティルデ[注釈 1]と再婚（1993年離婚）し一男をもうける。
  - フェリーツィタス・フランツィスカ・ヨハンナ・マリア・ガブリエラ・エリーザベト・パウリーネ・ヘレーネ・シュテファニー・レオポルディーネ・アレクサンドラ・ゾフィー・マティルデ・ヨーゼファ・アンナ・カロリーネ・インマクラータ・エマヌエラ（1958年 - ） - セルゲイ・トロツキーと結婚
  - ヨハネス・アルベルト・レオポルト・フリードリヒ・クリスティアン（1969年 - 1987年） - 母方伯父のマイセン辺境伯マリア・エマヌエルから旧ザクセン王家次期家長に指名されたが、18歳でスキー事故死。

1944年の弟フィリップ・ヨシアスの婚姻は家内法により貴賤結婚と見なされたため、コハーリ侯家の家督はライナーの子孫に戻ったと考えられていた。2010年、ライナーの息子ヨハネス・ハインリヒが死去すると、コハーリ侯の称号を名乗る資格は分家筋の元ブルガリア王シメオン2世に渡った。2012年、シメオン2世は姉マリヤ・ルイザにコハーリ侯位を譲った。